# 짐 톰프슨 (작가)
제임스 마이어스 톰프슨(James Myers Thompson, 1906년 9월 27일 ~ 1977년 4월 7일)은 미국의 소설가이다.